# Swaffham Prior
Swaffham Prior ist eine Gemeinde in Cambridgeshire, England, am Rande der Marschländer von East Cambridgeshire.

## Lage und Namensgebung
Der Ort liegt ungefähr in der Mitte zwischen Cambridge und Newmarket. Unmittelbare Nachbarorte sind Burwell, Reach und Swaffham Bulbeck. Swaffham Prior und Swaffham Bulbeck werden häufig gemeinsam als The Swaffhams bezeichnet. Historische Bezeichnungen waren Great Swaffham für Swaffham Prior und Little Swaffham für Swaffham Bulbeck. In Norfolk existiert der nahezu namensgleiche Ort Swaffham.
Die Grenze zwischen Swaffham Prior und Burwell wird seit Beginn der Aufzeichnungen durch den Devil’s Dyke gebildet.

## Geologie
Durch den ganzen Ort zieht sich eine Schichtstufe aus Kalkstein, die nur an wenigen Stellen klar erkennbar ist. Den besten öffentlich zugänglichen Blick auf die Stufe hat man an der Hauptstraße gegenüber dem Spielplatzes der Gemeinde. Die älteren Häuser des Ortes liegen im niedrigeren Teil der Stufe, die neueren Häuser sind meistens auf dem höher gelegenen Gelände errichtet. Die Stufe trennt zwei unterschiedliche Vegetationszonen, die feuchten und niedrigen Marschländer im Nordwesten und die trockenen und höheren Heideflächen im Südosten. Die Marschländer werden als Fens bezeichnet, die Heideflächen östlich von Swaffham Prior sind Teil der Greater Newmarket Kalkheide.

## Geschichte
Das Land ist wenigstens seit der Bronzezeit kontinuierlich besiedelt, was durch Grabfunde in Hügelgräbern sowie römische Siedlungsspuren und Keramikreste nachgewiesen wurde.
Swaffham Prior ist ein alter Ort mit umfangreicher Geschichte. Bereits im Domesday Book wurden The Swaffhams als Great Swaffham und Little Swaffham erwähnt. Im Ort gibt es noch eine größere Anzahl historischer Häuser, von denen die ältesten aus dem 17. Jahrhundert stammen. Der Ort war über weite Teile seiner Geschichte landwirtschaftlich geprägt, hatte aber auch eine lokale Bedeutung als Handelsplatz. Im 20. Jahrhundert entwickelte er sich immer mehr zu einer Schlafstadt für Cambridge und Newmarket.
Seit 1744 gibt es in Swaffham Prior ein festes Schulgebäude. Von 1884 bis 1964 verfügte der Ort über einen Bahnschluss, von dem noch das ehemalige Bahnhofsgebäude sichtbar ist und dessen Streckenverlauf an einigen Stellen der Feldwege erkennbar bleibt.

## Kirchen und Sehenswürdigkeiten

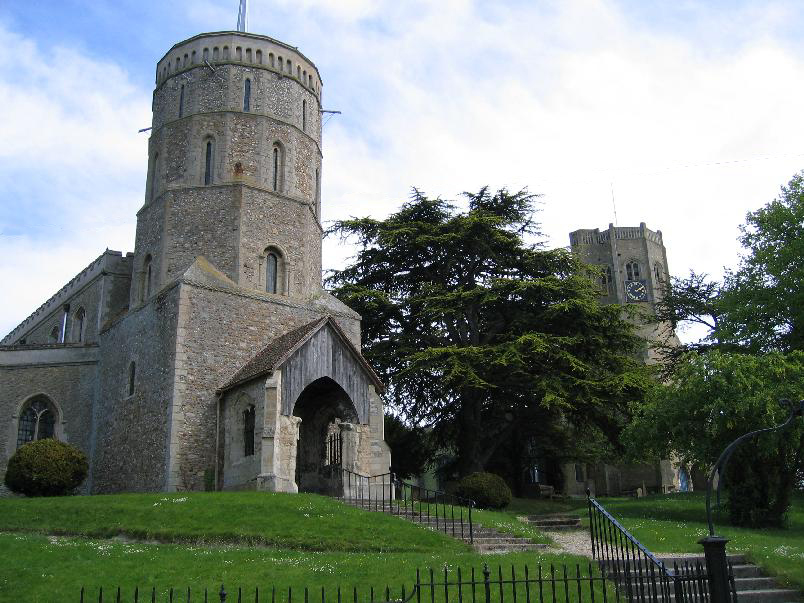
Die beiden Kirchen, links St. Mary

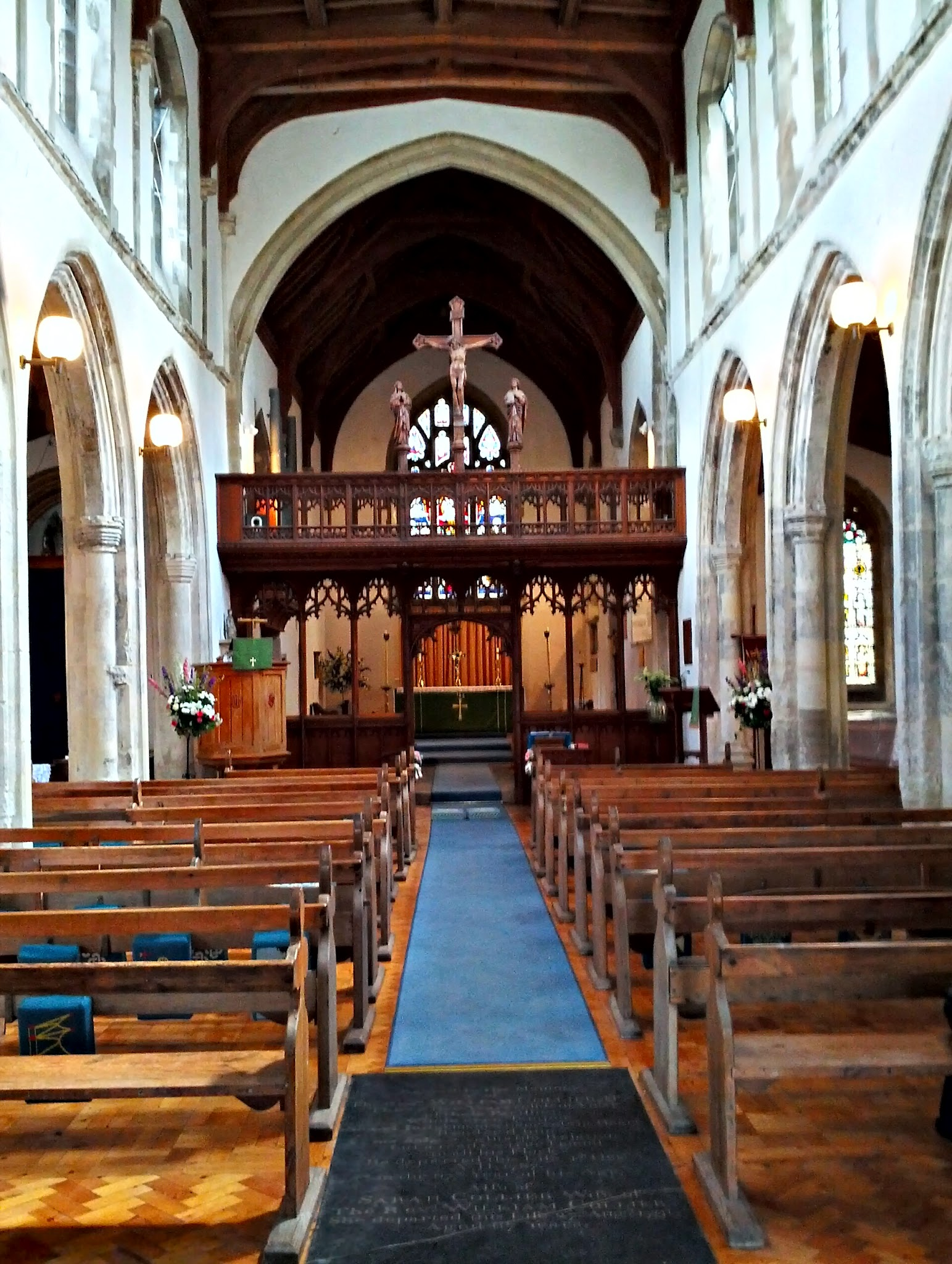
Der Innenraum von St. Mary

Das Dorf ist für die zwei Kirchen bekannt, die seit wenigstens dem 12. Jahrhundert bestehen und die zunächst zeitgleich später abwechselnd als Gemeindekirche genutzt wurden. Seit 1667 gehören beide Gebäude zu einer gemeinsamen Kirchengemeinde. Swaffham Prior ist der einzige Ort in Cambridgeshire, an dem man noch zwei Kirchen auf einem gemeinsamen Grundstück findet.
Die Kirche St. Mary wurde bereits im 12. Jahrhundert zur Zeit der normannischen Herrschaft erbaut, verfiel jedoch im Laufe ihrer Geschichte mehrfach um ebenso häufig restauriert zu werden. Im 13. Jahrhundert kam die Kirche in den Besitz von Anglesey Abbey. Ein Großteil der reichhaltigen mittelalterlichen Ausstattung wurde 1643 im Zuge des Englischen Bürgerkrieges zerstört. Einer der größten Umbauten wäre aufgrund der starken Beschädigung des Kirchturms durch Blitzeinschlag im Jahr 1779 nötig geworden. Als jedoch bei dem notwendigen Abbruch des Turmes weitere Schäden am Kirchenschiff entstanden, brach man das Vorhaben aufgrund der hohen Kosten ab. Das ganze 19. Jahrhundert über nutzte man St. Mary nicht mehr als Kirche. Erst am Beginn des 20. Jahrhunderts erfolgte eine vollständige Restaurierung, so dass das Gebäude seit dieser Zeit als Gemeindekirche genutzt wird. Im Inneren findet sich ein reich verzierter Lettner und Glasfenster, die Motive aus dem Ersten Weltkrieg zeigen. Von der restlichen Ausstattung stammen einige Stücke noch aus der letzten Ausstattung der benachbarten Kirche St. Cyriac.
Die Kirche St. Cyriac and St. Julitta (benannt nach Quiricus und Julitta) wird zuerst 1216 erwähnt, ist vor 1200 entstanden und existierte möglicherweise sogar vor 1066. Seit dem 13. Jahrhundert gehörte sie zum Besitz der Kathedrale von Ely und war im Mittelalter die finanziell besser gestellte der beiden Kirchen. Zum Ende des 18. Jahrhunderts verfiel das Kirchenschiff, das am Beginn des 19. Jahrhunderts durch Charles Humfrey einheitlich im neugotischen Stil wieder aufgebaut wurde. Am Anfang des 20. Jahrhunderts herrschte die Auffassung vor, die Architektur des Gebäudes passe nicht mehr zu den Erfordernissen des Gottesdienstes, daher beendete die Gemeinde die Nutzung der Kirche und das Gebäude verfiel erneut. Erst in den 1970er-Jahren ging das Gebäude in den Besitz des Churches Conservation Trust über und die Restaurierung der Gebäudereste hielt den Verfall auf. Die heute noch bestehenden Gebäudeteile zeigen sich als einschiffiger Bau mit einem kleinen Chorabschluss und drei Nebenkapellen im Querschiff. Der Turm zeigt noch deutlich ältere Bausubstanz aus dem 15. Jahrhundert und beherbergt sechs Glocken von 1791. Das Gebäude dient heute unter anderem als Ausstellungshalle.
Auf dem Kirchhof fanden bis 1899 Beerdigungen statt. Der neue Friedhof grenzt unmittelbar im Südosten an den Kirchhof, auf ihm befindet sich auch das Grab des schottischen Dichters Edwin Muir.
In Swaffham Prior haben sich zwei Windmühlen erhalten, von denen eine bis heute als Mühle betrieben wird. Beide Mühlen gelten zusammen mit den doppelten Kirchtürmen als Symbole des Ortes und sind auf dem Ortsschild dargestellt.
Im südwestlichen Teil des Ortes stehen zwei ortstypische Landhäuser auf parkähnlich angelegten Grundstücken. Swaffham Prior Manor, das 1753 vollkommen umgebaute Haus der Familie Allix, und Baldwin Manor, das seit dem 15. Jahrhundert nachweisbar ist und in den 1980er-Jahren in mehrere kleinere Wohneinheiten geteilt wurde.

## Bevölkerung
Die regelmäßigen Zählungen der Bevölkerung zeigen während der letzten 200 Jahre Schwankungen und ein auffälliges Minimum um die Mitte des 20. Jahrhunderts:
| Jahr | Einwohner |
| ---- | --------- |
| 1801 | 791       |
| 1811 | 803       |
| 1821 | 979       |
| 1831 | 1102      |
| 1841 | 1226      |
| 1851 | 1384      |
| 1881 | 1078      |
| 1891 | 1006      |

| Jahr | Einwohner |
| ---- | --------- |
| 1901 | 950       |
| 1911 | 934       |
| 1921 | 892       |
| 1931 | 866       |
| 1951 | 902       |
| 1961 | 634       |
| 2001 | 765       |
| 2011 | 841       |

## Dorfleben
Im Ort gibt es das Gasthaus The Red Lion, das als letztes von drei größeren Gasthäusern die im 19. Jahrhundert betrieben wurden, überlebt hat. Hier und in der Veranstaltungshalle des Dorfes finden die meisten sozialen und kulturellen Veranstaltungen statt.
Für die Schulausbildung steht zunächst unmittelbar im Ort selber die Grundschule Swaffham Prior Primary School und anschließend meist das Bottisham Village College in einem der Nachbardörfer zur Verfügung. Weiterführende Schulen gibt es in Cambridge.

## Fotos

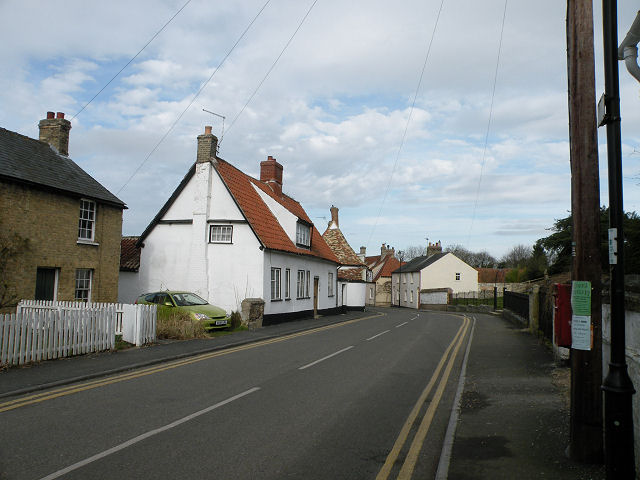
Blick entlang der Hauptstraße
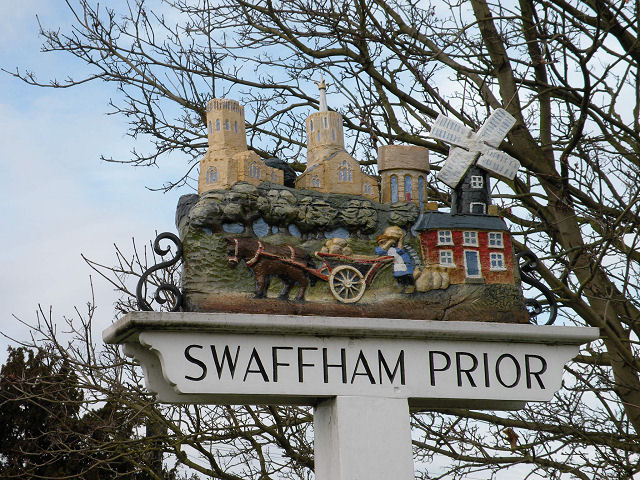
Dorfschild mit Kirchtürmen und Windmühle
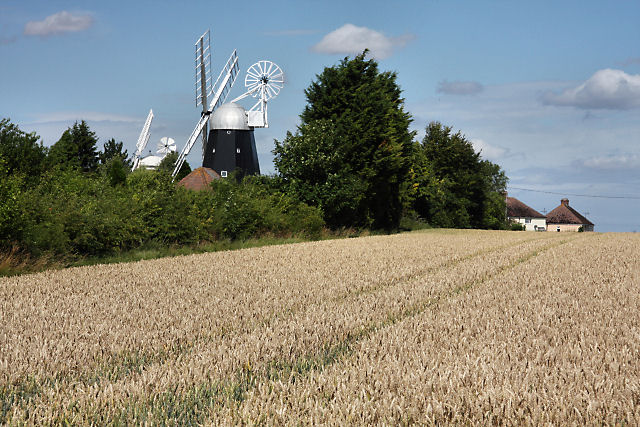
Die zwei Windmühlen am Ortsrand
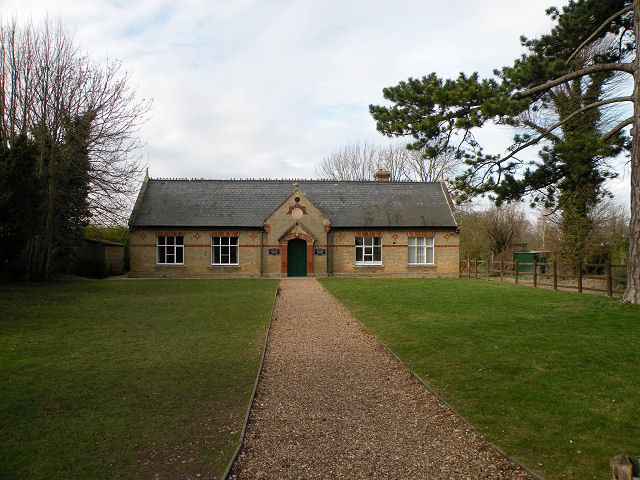
Veranstaltungs- und Versammlungshalle
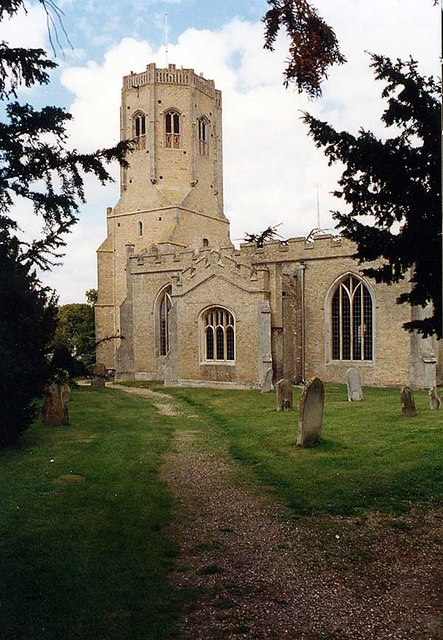
St. Cyriac and St. Julitta